# 藍夏禮
藍夏禮，中華民國外交官、政府官員。畢業於國立臺灣大學大氣科學系學士、哈佛大学公共衛生學院環境衛生碩士。曾任駐紐約臺北經濟文化辦事處一等秘書、外交部亞東太平洋司太平洋科／東協科長、駐泰國台北經濟文化辦事處政治組長兼代表處發言人、海峽交流基金會主任秘書兼綜合處長、外交部亞東太平洋司副司長、駐印尼臺北經濟貿易代表處公使銜副代表、駐聖文森國大使、外交部亞東太平洋司長等職務，現任駐泰國台北經濟文化辦事處大使銜代表。

## 職業生涯
2015年8月，泰國曼谷四面佛發生爆炸案，造成6名臺灣民眾受傷，駐泰國代表處政治組長兼發言人藍夏禮說明最新情況，表示在爆炸發生的第一時間，代表處立即動員至各大醫院協尋臺灣受傷民眾，另外與泰國警方密切聯繫，取得最新資訊掌握傷者名單，並彙整相關文件，為傷者與家屬爭取應有的權益。
2016年9月，前外交部長田弘茂擔任海峽交流基金會（海基會）董事長。11月，田弘茂從外交部借調藍夏禮到海基會擔任主任秘書兼綜合處長。早在田弘茂擔任外交部長期間，藍夏禮即是部長室秘書，因此被視為「田系人馬」。媒體調查田弘茂與妻子郭美惠是臺南同鄉，而郭美惠的姊姊正是藍夏禮的岳母，藍夏禮便稱呼田弘茂「姨丈」，根據《公務人員任用法》屬於姻親三親等的近親，但雙方對於姻親關係極為低調，外界少有人知。藍夏禮到海基會任職此舉遭批評「內舉不避親」，不僅月薪提高，借調期間年資還可併計。12月，海基會以新聞稿表示，「此一人事進用程序並未違反相關規定，相關報導與事實出入甚大，已引起外界誤解，藍主任秘書為顧及海基會形象及捍衛自身清白，避免再有不必要之紛擾，爰主動請辭海基會所有職務，並將於近日內完成相關手續後歸建外交部。」